# Connected Car
Dieser Artikel wurde auf der  Qualitätssicherungsseite des Portals Auto und Motorrad eingetragen. 
Bitte hilf mit, ihn zu verbessern, und beteilige dich an der Diskussion. (+)
Als Connected Car (englisch) wird ein Fahrzeug bezeichnet, das mit Internetzugang und meistens auch WLAN ausgestattet ist. Dies ermöglicht es dem Fahrzeug, die Internetverbindung mit anderen Geräten zu teilen. Oft werden spezielle Techniken, Sensoren und Verfahren im Fahrzeug angewendet, damit diese Konnektivität auch dem Fahrer Vorteile bringt. Als Beispiel kann eine automatische Warnung bei Unfällen, Überschreitung der Geschwindigkeit sowie Sicherheitswarnungen genannt werden.

## Geschichte 1996–heute
Im Jahr 1996 gelang es dem Autohersteller General Motors mit OnStar als erster ein Auto mit Connected-Car-Charakteristika auf den Market zu bringen, entstanden aus der Zusammenarbeit mit Motorola Automotive. Primär stand Sicherheit und die Verfügbarkeit von Hilfe in Notsituationen im Vordergrund, um bei Unfällen zu unterstützen. Denn je früher Hilfe eintreffen kann, desto höher ist die Überlebenswahrscheinlichkeit der Betroffenen.
Anfangs funktionierte OnStar nur über Stimmsignale, aber sobald Rundfunkanbieter Daten hinzufügten, konnte der GPS-Standort automatisch zur Notrufzentrale gesendet werden. Wegen des Erfolges von OnStar zogen viele Autohersteller mit ähnlichen Sicherheitsprogrammen nach, die üblicherweise zu Beginn kostenlos zum Testen in neuen Autos angeboten werden und später über ein Abo-Modell laufen.
Remote-Diagnosen wurden im Jahr 2001 eingeführt. 2003 gab es bereits „connected car service“, die Fahrzeugzustandberichte erstellen, Navigationssysteme und ein Gerät zum Netzwerkzugriff. Telematiksysteme wurden 2007 angeboten.
Ab dem 18. Dezember 2012 ermöglichte BMW über die Zubehör-Ausstattung „BMW Car Hotspot LTE“ die Nutzung von LTE „als erster Automobilhersteller“.
Am 6. Januar 2014 gründete Google die sogenannte „Open Automotive Alliance“ (OAA). Hierbei handelt es sich um eine technologische Verbindung von Industrieführern, die auf der Android-Plattform aufbauen. Der OAA gehören z. B. Audi, General Motors, Honda, Hyundai und Nvidia an. Hyundai brachte 2015 in den USA mit dem Modell Sonata das erste Serienfahrzeug, das „Android Auto“ unterstützt, auf den Markt.
Am 3. März 2014 hat Apple ein neues System unter dem Namen „CarPlay“ vorgestellt, das die Verbindung zwischen iPhone 5/5C/5S und dem Infotainment-System im Fahrzeug ermöglicht. Dazu wird der Lightning-Connector genutzt. Apple warb hierzu den Leiter der US-Entwicklungsabteilung von Daimler ab.
Microsoft hat auf der „Build-Konferenz 2014“ mit „Windows in the car“ ein Betriebssystem, das ähnlich wie Android Auto von Google und CarPlay von Apple Mobilgerät und Auto eng verzahnen soll, vorgestellt. Mit Hilfe von Cortana soll das System, das im Konzept als Assistentin an der Windschutzscheibe zur Verfügung steht, über Spracheingaben gesteuert werden.
Im Jahr 2015 konnte OnStar mehr als ein Milliarde Anfragen von Kunden verzeichnen.
In Großbritannien stellte die Assoziation „The AA“ das erste Stück Connected Car namens „Car Genie“ vor, welches direkt mit einem Reparatur-Service verbunden ist und nicht nur Fahrzeug-Zustandsreporte herstellt, sondern direkt mit einem Telefongespräch eingreift und dem Kunden hilft, den Unfall zu vermeiden.
2015 ersteigerten Audi, die Daimler AG und BMW für 2,8 Milliarden € gemeinsam zu gleichen Teilen den Kartendienst „Nokia Here“, um sich mit einer offenen, unabhängigen und wertschaffenden Plattform für cloud-basierte Karten und Mobilitätsdienste von CarPlay und Android Auto unabhängig zu machen.

## Arten von Verbundenheit
Es gibt fünf Kategorien zur Einteilung der Konnektivität von Fahrzeugen und ihrer Umgebung und der Kommunikation:
1. V2I „Vehicle to Infrastructure“ (Fahrzeug zu Umgebung): Die Technik erfasst Daten, welche vom Fahrzeug generiert werden, und gibt dem Fahrer Informationen zur Umwelt. Die V2I-Technik kommuniziert Informationen über Sicherheit, Mobilität und Umweltbedingungen.[12]
2. V2V „Vehicle to Vehicle“ (Fahrzeug zu Fahrzeug): Die Technik tauscht Informationen zu Geschwindigkeit und Position von Fahrzeugen in der Umgebung über eine drahtlose Verbindung aus. Das Ziel ist es, Unfälle und Verkehrsstaue zu vermeiden und eine positive Auswirkung auf die Umwelt zu haben.[13]
3. V2C „Vehicle to Cloud“ (Fahrzeug zu Cloud): Die Technik tauscht Informationen über Applikationen von Fahrzeugen in einem Cloud-System aus. Dies erlaubt es dem Fahrzeug, Informationen von anderen über die Cloud verbundene Geräte auszutauschen, wie beispielsweise „Smart Homes“, Energie und Transport und damit IoT zu nutzen.[14]
4. V2P „Vehicle to Pedestrian“ (Fahrzeug zu Fußgänger): Die Technik nimmt Informationen über ihre Umwelt auf und kommuniziert mit anderen Fahrzeugen, der Umwelt und Mobilfunkgeräten. Dies erlaubt es dem Fahrzeug, mit Fußgängern zu kommunizieren, und soll die Sicherheit und Mobilität auf den Straßen verbessern.[15]
5. V2X „Vehicle to Everything“ (Fahrzeug zu Allem): Die Technik verbindet alle Arten von Fahrzeugen und Infrastruktursystemen miteinander. Die Verbundenheit umfasst Autos, Autobahnen, Schiffe, Züge, Flugzeuge und vieles mehr.[16]

## Arten von Applikationen
Man kann Applikationen in zwei Kategorien einteilen:
1. „Single Vehicle application“: Inhalte und Apps sind im Auto eingebaut und über eine Verbindung mit der Cloud oder einem Backoffice verbunden.
2. „Cooperate Safety and Efficiency Applications“: Sie stellen eine Verbindung zwischen Fahrzeug (oder Infrastruktur) her und benötigen marken- und grenzübergreifende Standards und Regulierungen. Diese Applikationen können entweder der Bequemlichkeit dienen oder eben der Sicherheit, für die man dann Regulierungen braucht.

Beispiele sind unter anderem:
1. „Single-Vehicle Application“: Portier-Service, welche von Autoherstellern zur Verfügung gestellt werden oder App-Benachrichtigungen, die den Fahrer benachrichtigen, wann sie losfahren müssen, um rechtzeitig zu Terminen zu kommen, welche am Kalender vermerkt sind, oder, die automatische Nachrichten an Freunde oder Geschäftspartner schicken und über Ankunftszeiten informieren, wie z. B. BMW Connected NA, das dabei hilft Parkplätze oder Tankstellen zu finden.[17] Die europäische eCall wäre ein Beispiel einer solchen „Single Vehicle Application“, die in der EU verpflichtend ist.[18]
2. „Cooperative Safety-of-life and Cooperation Efficiency“: Übermittelt Unfallwarnungen, Spurenwechsel-/Blinderfleck Warnungen, Rettungsfahrzeug-Annäherungen, Straßenreparatur-Warnungen und automatische Benachrichtigungen von Unfällen, Übergeschwindigkeit und Sicherheitshinweisen.[19][20]

Die verbundenen Autosegmente können in folgende acht Kategorien unterteilt werden:
- Mobilitätsmanagement: Funktionen, die es dem Fahrer ermöglichen, ein Ziel schnell, sicher und kosteneffizient zu erreichen (z. B.: aktuelle Straßeninformationen, Parkplatz- oder Garagenassistenten, geschätzter Kraftstoffverbrauch).
- Einkauf: Funktionen, die dem Nutzer den Kauf von Gütern oder Diensten „on-the-go“ zu tätigen (z. B.: Benzin, Essen & Trinken, Parkplätze, Maut).
- Fahrzeug-Management: Funktionen, die den Fahrer dabei unterstützen, laufende Kosten zu senken, und die Nutzung verbessern (z. B.: Fahrzeugzustand und Erinnerungen und Transfer von Nutzungsdaten).
- Schadenvorbeuge: Verbindung zu Vorbeugesystem, mit einem Back-End-Algorithmus werden Schäden vorhergesagt, und man wird über Smartphone oder SMS benachrichtigt.
- Sicherheit: Funktionen, die den Fahrer davor warnen, bevor es durch interne oder externe Gegebenheiten zu Problemen kommt (z. B.: Fahrzeugzustand, Erinnerungen)
- Entertainment: Funktionen für die Unterhaltung von Fahrer und den Passagieren (z. B.: Smartphone-Interface, WLAN hot-spot, Musik, Video, Internet, Social Media)
- Fahrer-Assistent: Funktionen umfassen teilweises oder vollständiges automatisches Fahren (z. B. Autopilot bei starkem Verkehr, beim Parken oder auf Autobahnen)
- Wohlbefinden: Funktionen umfassen Fahrkomfort und Fähigkeit zu Fahren (z. B.: automatische Umweltanpassungen und medizinische Versorgung)

## Hardware
Die notwendige Hardware lässt sich unterteilen in eingebaute oder in hineingebrachte Verbindungssysteme. Die eingebauten Telematiks-Boxen haben meistens eine geschützte Internetverbindung über GSM-Module und sind im IT-System des Fahrzeuges integriert. Obwohl die meisten Connected Cars in den USA einen GSM-Operator von AT&T mit einem GSM-SIM wie z. B. Volvo nutzen, verwenden einige das Hyundai Blue Link System Verizon Wireless Enterprise, einen non-GSM-CDMA-Operator.
Die meisten hineingebrachten Geräte sind in den OBD-Port gesteckt, um Strom und Zugang zu den Fahrzeugdaten zu erhalten. Sie lassen sich weiter unterteilen in:
- Hardware, die das Smartphone brauchen, um eine Internetverbindung aufzubauen
- Hardware, die eine eigene Internetverbindung über GSM-Module aufbauen

Alle Arten von Hardware haben typische Anwendungsfälle als Treiber. Die eingebauten Lösungen wurden meist durch Sicherheitsregulierungen in Europa für automatische Notrufe geprägt (eCall). Die hineingebrachten Geräte fokussieren sich auf ein Kundensegment und einen spezifischen Anwendungsfall.

## Trends
Die folgenden Trends verdeutlichen den Wechsel zu einer vollständig entwickelten Connected-Car-Industrie, die das Konzept von dem verändern, was man als Auto versteht.
Technische Innovationen im Bereich „Connectivity“ gibt es. Schnelle Rechner helfen dabei, das Auto auf seine Umgebung aufmerksam zu machen, was selbstfahrende Fahrzeuge zur Realität machen kann.
Außerdem gibt es Initiativen, die die Ethernet-Technik nutzen, um Sensoren für „Advanced Driving Assistance Systems“ (ADAS). Die Geschwindigkeit innerhalb des Fahrzeuges kann wegen des Ethernet-Netzwerks von Megabit zu Gigabits werden. Es erlaubt Verbindungen zu jeder Art von Geräten und reduziert die Kabel innerhalb des Fahrzeuges und somit auch sein Gewicht. Außerdem ist es besser skalierbar und erlaubt es dem Gerät und Sensor, sich bei unterschiedlichen Geschwindigkeiten zu verbinden und die Komponenten, sind off-the-shell verfügbar.
Untersuchungen zeigen, dass Kunden bereit sind, zwischen Autoherstellern zu wechseln, wenn die dafür ihre Mobilfunkgeräte und diese „Verbundenheit“ nutzen können: 2014 waren es 21 % der Kunden und 2015 stieg diese Zahl bereits auf 37 %. Weitere 32 % wären bereit, für einen solchen Dienst mehr für ein Fahrzeug zu bezahlen, ein Jahr davor waren es nur 21 %. Der Anstieg der Kunden, die bereit sind, Autohersteller zu wechseln, zeigt die wachsende Bedeutung von Connected Cars.
Das Internet der Dinge (IoT) wird dafür verwendet, mobile Dienste mit Hochgeschwindigkeits-Internet zur Verfügung zu stellen. Dies wird Verkehrskontrollen in Echtzeit und Interaktionen mit dem Autohersteller für Fahrzeugdiagnosen erlauben. Außerdem wir das Internet zu Beginn der Ära selbstfahrender Autos verwendet, um Informationen zwischen Autos und für bessere Routenberechnungen und Unfallberichte in Echtzeit zu berechnen.

## Zukunftsprognosen
Gemäß einer Studie von McKinsey wird mit einer Verfünffachung des Marktvolumens für Connectivity-Dienste bis 2020 auf dann 170 Milliarden € gerechnet. 20 % der Kunden wären bereit, für bessere Connectivity-Angebote die Automarke zu wechseln, unter den Vielfahrern sogar 40 %. 35 % der Kunden wären bereit, Nutzungsdaten für die Versicherungen freizugeben, wenn sie hierdurch 10 % Rabatt in der Kfz-Versicherung erhalten würden. McKinsey sieht dies als die drei kritischen Punkte für Automobilhersteller, um die Kontrolle über das Thema nicht an Internetunternehmen zu verlieren, die Aspekte Benutzerschnittstelle, Echtzeit-Fahrzeugdaten und Geoinformationen in Echtzeit an.